# Zelfvertaling
De zelfvertaling is de vertaling van een brontekst in een andere taal doeltekst door de auteur van de brontekst.

## Basics
Men vindt de zelfvertaling in verschillende situaties, maar het is bijzonder interessant in de literaire context.
De zelfvertaling heeft de aandacht van taalkundigen en vertaling wetenschappers vooral sinds het begin van de 21e eeuw aangetrokken, grotendeels als gevolg van intensief onderzoek in het vertaling gebied in de 20e eeuw.
Onderzoek naar Zelfvertaling is ten laatste sinds de publicatie van de eerste editie van Routledge Encyclopedia of Translation Studies in 1998 als een speciaal deel van het gebied van de vertaling onderzoek erkend.

## Soorten
- De zelfvertaling kan zowel vanuit een regelmatige activiteit van de auteur ontstaan als en van een eenmalige handeling, die verschillende oorzaken hebben kan. Een voorbeeld van het laatste geval biedt James Joyce, de twee passages uit zijn Work in Progress (later: Finnegans Wake) zelf heeft vertaald in het Italiaans.[1] Andere relevante gevallen zijn de zelfvertalingen van Stefan George en Rainer Maria Rilke.[2]

- De zelfvertaling kan enige tijd na voltooiing van de oorspronkelijke ontstaan of zelfs gedurende het ontstaansproces, zodat de twee versies bijna gelijktijdig ontwikkelen en elkaar beïnvloeden.[3]

- De zelfvertaling kan ook meer dan één (native of verworven) doeltaal betreffen. Dit is het geval met schrijvers als Fausto Cercignani,[4] Alejandro Saravia[5] en Luigi Donato Ventura.[6]